# Шилова Юлія Віталіївна
Ю́лія Віта́ліївна Ши́лова (11 травня 1969 року народження, Артем, Приморський край, Росія) — письменниця, авторка детективних романів. За освітою — юрист і психолог.

## Біографія
Народилася 11 травня 1969 року в місті Артем Приморського краю. Там же закінчила середню школу № 11. Жила у Владивостоці, 1985 року закінчила хореографічне училище за спеціальністю «актор балету». У Москві живе з 1986 року. Перебуваючи в Москві, закінчила Національний Інститут Бізнесу і Московську гуманітарно-соціальну академію.
Першим чоловіком Юлії Шилової був бізнесмен зі Владивостока. Шлюб був щасливим, але недовгим: чоловік загинув в автокатастрофі, коли їхній дочці Лоліті було 2 роки. 1986 року Юлія продала квартиру у Владивостоці і поїхала з донькою в Москву, перевівши туди фармацевтичний бізнес чоловіка. Через деякий час знову вийшла заміж, народила ще одну доньку - Злату. 1998 року під час дефолту втратила все: бізнес і чоловіка. Саме тоді, 1999 року, Юлія, перебуваючи в скрутному становищі, почала писати детективи швидше для заспокоєння нервів. Тоді вона не вірила, що її можуть надрукувати. Перші книги «Леді стерва» і «Фатальна ніч» вийшли у світ 2000 року.
Зараз Юлія Шилова входить до п'ятірки найбільш тиражованих письменників Росії. З-під її пера вийшло у світ понад 80 книг. Пише вона в жанрі кримінальної мелодрами. У кожному творі авторка зачіпає актуальні проблеми й оповідає про долі жінок у сучасному жорстокому світі. Авторка описує реальні історії з додаванням «екстриму». Так, у 70-ому романі «Занадто рідкісна, щоб жити, занадто сильна, щоб померти» Юлія Шилова описала власну біографію. Романи Шилової написані простою мовою у форматі «розмова з подружкою». Читач відчуває, що авторка говорить з ним однією мовою, і це викликає довіру.
Виходять книги Юлії друком у видавництві АСТ.
Весь вільний час Юлія Шилова проводить зі своєю сім'єю: мамою і двома дочками.

## Твори
Серія «Час криминала» 2001—2003 гг.
- Базарное счастье
- Во имя денег
- Воровки
- Девушка из службы «907»
- Его нежная дрянь
- Женские игры
- Запасная жена
- Королева отморозков
- Курортный роман
- Леди Стерва
- Ликвидатор
- Любовница на двоих
- Мне к лицу даже смерть
- Мужчинам не понять, или Танцующая в одиночестве
- Наказание красотой
- Никогда не бывшая твоей
- Охота на мужа, или Заговор проказниц
- Охота на мужа-2, или Осторожно: разочарованная женщина
- Предсмертное желание, или Поворот судьбы
- Разведена и очень опасна
- Роковая ночь
- Случайная любовь
- Терапия для одиноких сердец, или Охота на мужа-3
- Требуются девушки для работы в Японии
- Укротительница мужчин, или Хищница
- Я буду мстить
- Я подарю тебе небо в алмазах, или Самая опасная
- Я убью тебя, милый

### Детективи. Гостросюжетні любовні романи
- Базарное счастье
- Великосветские воровки или Красиво жить не запретишь!
- Во имя денег
- Воплощение страсти, или Красота — большое испытание
- Девушка из службы «907»
- Дитя порока, или Я буду мстить
- Дневник эгоистки, или Мужчины идут на красное
- Досье моих ошибок, или Как я завела себе мужичка
- Женские игры, или Мое бурное прошлое
- Женщина в клетке, или Так продолжаться не может
- Жить втроем, или Если любимый ушел к другому
- Замуж за египтянина, или Арабское сердце в лохмотьях
- Замуж за иностранца, или Русские жены за рубежом
- Запасная жена (роман)
- Золушка из глубинки, или Хозяйка большого города
- Идущая по трупам
- Интриганка, или Бойтесь женщину с вечной улыбкой
- Искусительница, или Капкан на ялтинского жениха
- Ищу приличного мужа, или Внимание, кастинг
- Как выжить в мире мужчин
- Королева отморозков, или Я женщина, и этим я сильна!
- Курортный роман, или Звезда сомнительного счастья
- Ликвидатор, или Когда тебя не стало
- Любовница на двоих, или История одного счастья
- Никогда не бывшая твоей
- Осторожно, альфонсы, или Ошибки красивых женщин
- Откровения содержанки, или На новых русских не обижаюсь!
- Охота на мужа, или Заговор проказниц
- Охота на мужа — 2, или Осторожно: разочарованная женщина
- Порочная красота, или Сорви с меня мою маску
- Предсмертное желание, или Поворот судьбы
- Приглашение в рабство, или Требуются девушки для работы в Японии
- Разведена и очень опасна
- Сладости ада, или Роман обманутой женщины
- Служебный роман, или Как я влюбилась в начальника
- Сумасбродка, или Пикник для лишнего мужа
- Терапия для одиноких сердец или Охота на мужа — 3
- Турецкая любовь, или Горячие ночи Востока
- Укротительница мужчин, или Хищница
- Хочу богатого, или Кто не спрятался — я не виновата!
- Эгоистка, или Я у него одна, жена не считается

### Оповідання
- Заложница страха, или история моего одиночества
- По ту сторону рая

### Детективи. Короткі любовні романи
- Цена успеха, или Женщина в игре без правил

### Кримінальні детективи. Гостросюжетні любовні романи
- Наказание красотой

### Кулінарія
- 777 рецептов от Юлии Шиловой: любовь, страсть и наслаждение;

### Кримінальні детективи
- Его нежная дрянь

### Гостросюжетні любовні романи
- Замужем плохо, или Отдам мужа в хорошие руки
- Знакомство по Интернету, или Жду, ищу, охочусь
- Исповедь грешницы, или Двое на краю бездны
- Меняющая мир, или Меня зовут Леди Стерва
- Мужчинам не понять, или Танцующая в одиночестве
- Провинциалка, или Я — женщина-скандал
- Раба любви, или Мне к лицу даже смерть
- Растоптанное счастье, или Любовь, похожая на стон
- Укрощение строптивой, или Роковая ночь, изменившая жизнь
- Утомленные счастьем, или Моя случайная любовь